# Gouden Bocht

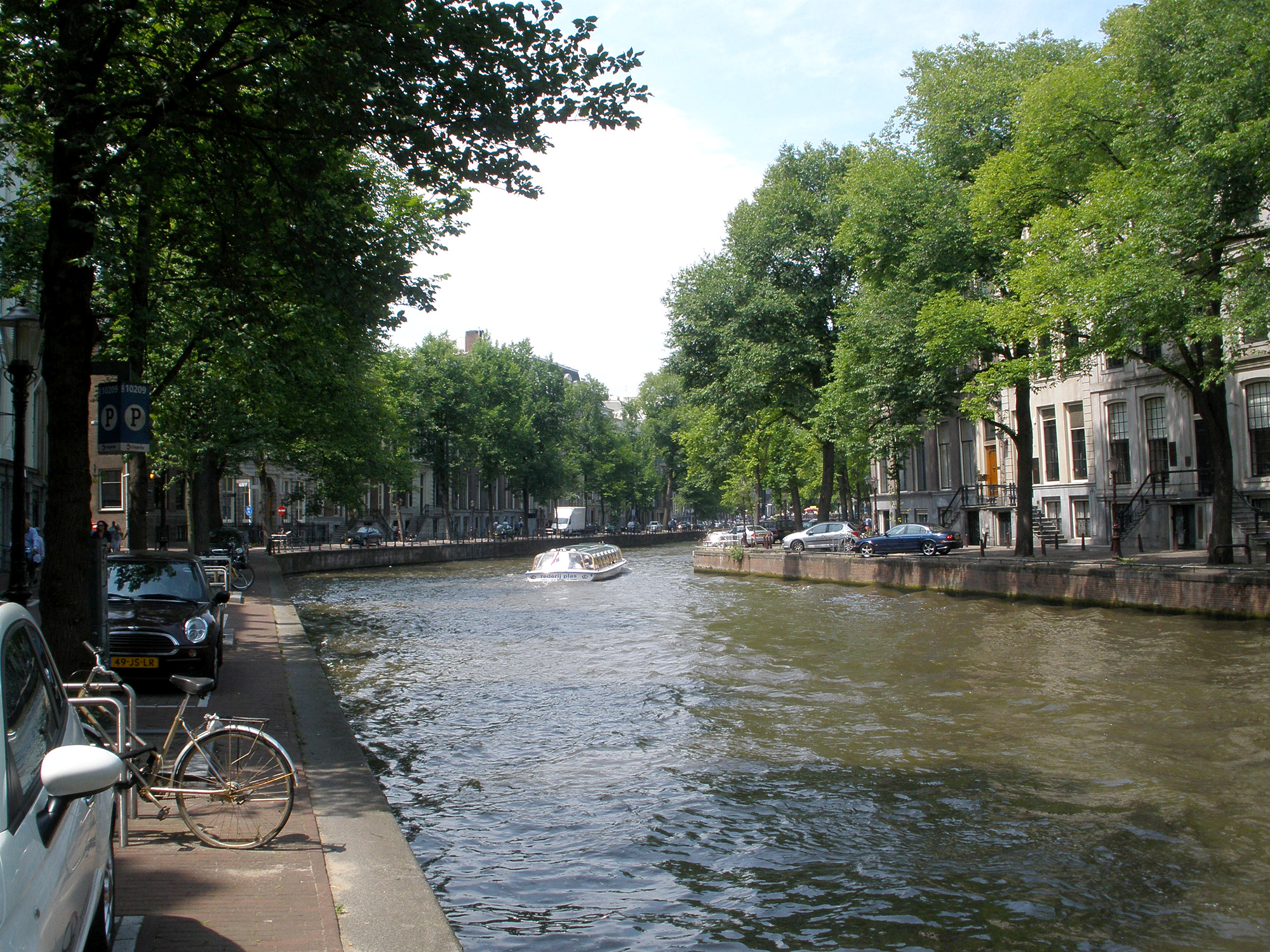
Gouden Bocht in 2008

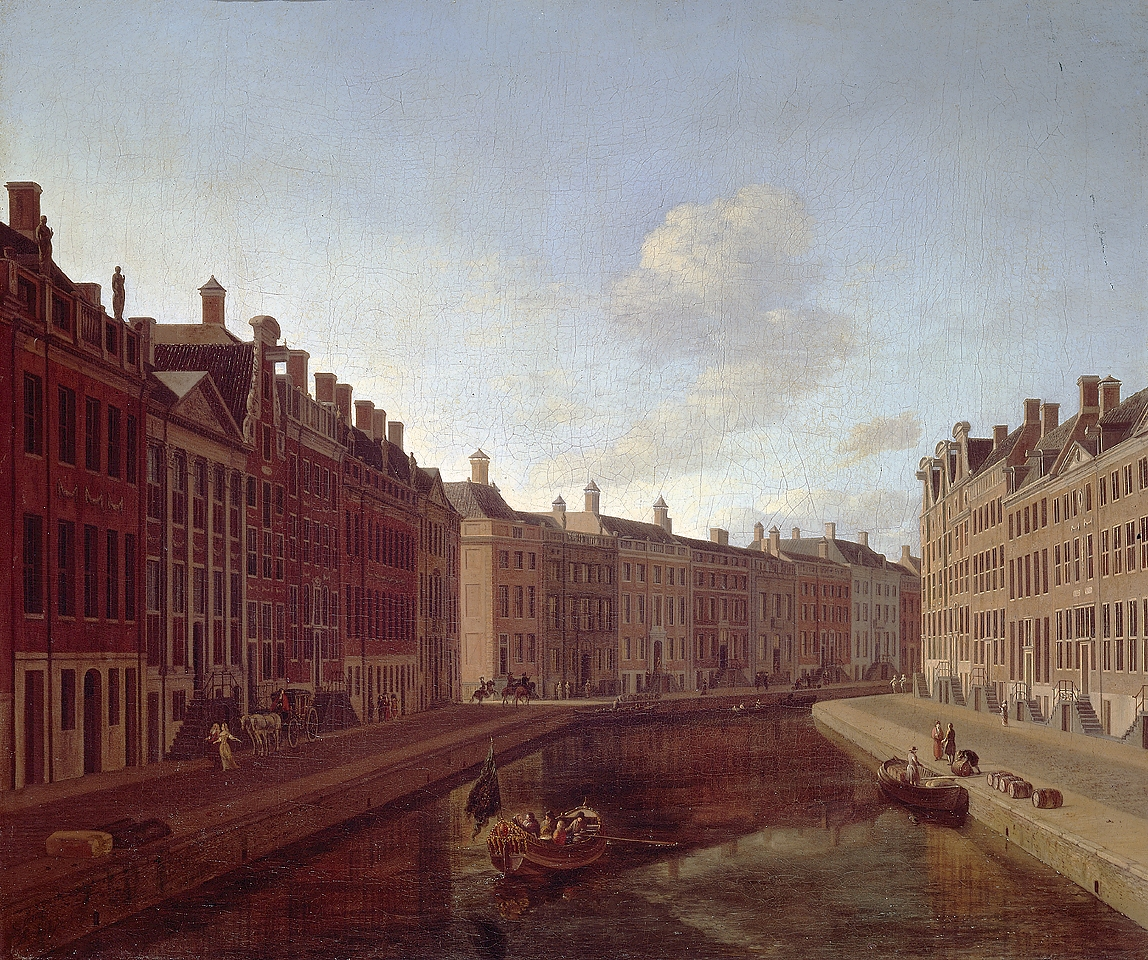
De bocht van de Herengracht van Gerrit Adriaensz. Berckheyde (1685)

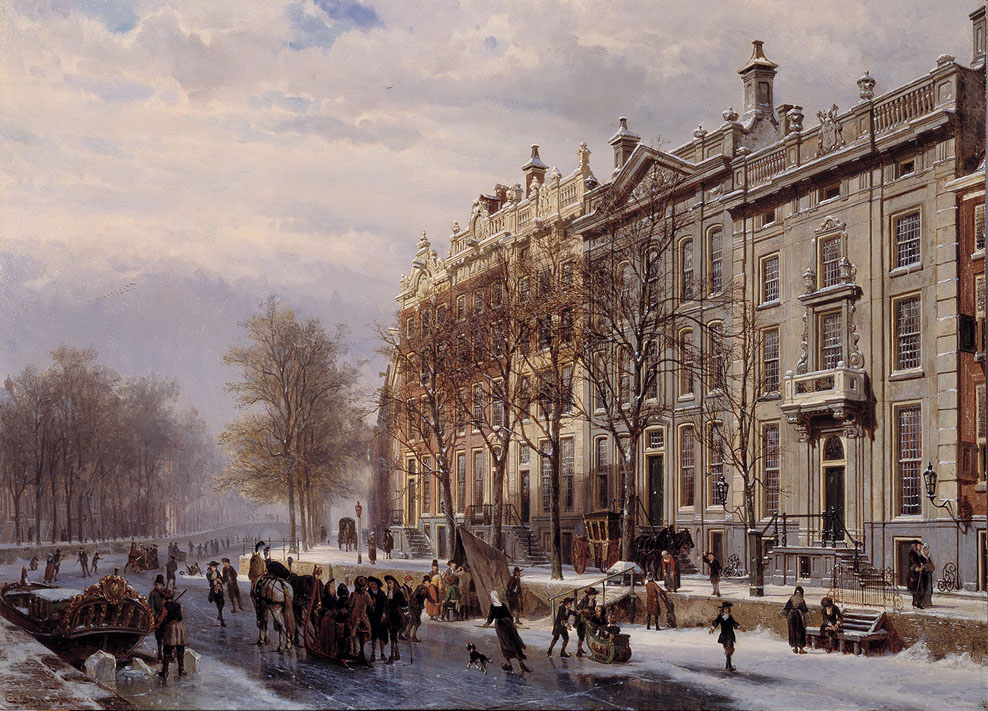
Gouden Bocht in 1882

De Gouden Bocht is het meest prestigieuze deel van de Herengracht in Amsterdam, tussen de Leidsestraat en de Vijzelstraat. Dit gedeelte maakt deel uit van de zogenaamde Vierde Uitleg, het laatste deel van de Uitleg van Amsterdam. In de bocht aan weerszijden van de Nieuwe Spiegelstraat woonden de rijkste Amsterdammers.

## Geschiedenis
Tot 1663 liep de Herengracht tot de huidige Leidsegracht. Vanaf dat jaar werd de Amsterdamse grachtengordel uitgebreid. De grond werd onteigend en de Herengracht werd verlengd. Ter hoogte van de Nieuwe Spiegelstraat kreeg de Herengracht een knik. Doordat de drie grachten hier wat verder uit elkaar werden gelegd, waren de kavels aan de zuidzijde dieper. De percelen zijn verkocht tussen 1664 en 1668. De burgemeesters bevorderden de aankoop van dubbele kavels. Op deze grote kavels lieten welgestelden statige woonhuizen, o.a. door Adriaan Dortsman en Philips Vingboons bouwen met classicistische gevels, bordessen, marmeren gangen, gestuukte plafonds (Jan van Logteren), plafondstukken (Gerard de Lairesse, Jacob de Wit en Isaac de Moucheron), beschilderd behang (Jurriaan Andriessen), barokke tuinen met beelden en tuinhuizen, en stallen en pak- en koetshuizen aan de Keizersgracht of Reguliersdwarsstraat.

## Panden
In de Gouden Bocht bevinden zich een aantal bijzondere panden. Het Huis de Neufville (1731), Herengracht 475, wordt ook wel het mooiste Huis aan de Bocht genoemd. Op Herengracht 466, op de hoek van de Nieuwe Spiegelstraat, was van 1858 tot 1926 het kantoor van de Nederlandsche Handel-Maatschappij gevestigd. Op de andere hoek (Herengracht 464) bevond zich het kantoor van voormalig advocaat Bram Moszkowicz. In de Gouden Bocht zijn thans veelal kantoren van banken en levensverzekeringsmaatschappijen gevestigd.
Er zijn ook diverse uitgeverijen en culturele instellingen, zoals het Goethe Instituut, het Kattenkabinet (bel-etage van Herengracht 497) en Prins Bernhardfonds in het pand Herengracht 476 (Huis De Vicq). In het pand nr. 458 was van 1927 tot 1940 de handelszaak van kunsthandelaar Jacques Goudstikker gevestigd. Een enkel pand wordt bewoond door particulieren; de horeca is nauwelijks vertegenwoordigd. Net buiten de Gouden Bocht vallen de huizen van Hermanus Angelkot jr, Gerrit Hooft (1687-1767), Paulus Godin en Constantin Ranst.

## Verschillende bewoners in de 17e en 18e eeuw
Nummer 465 is gebouwd in 1726 voor koopman Thomas Slicher met een aansluitende stal aan de Reguliersdwarsstraat.

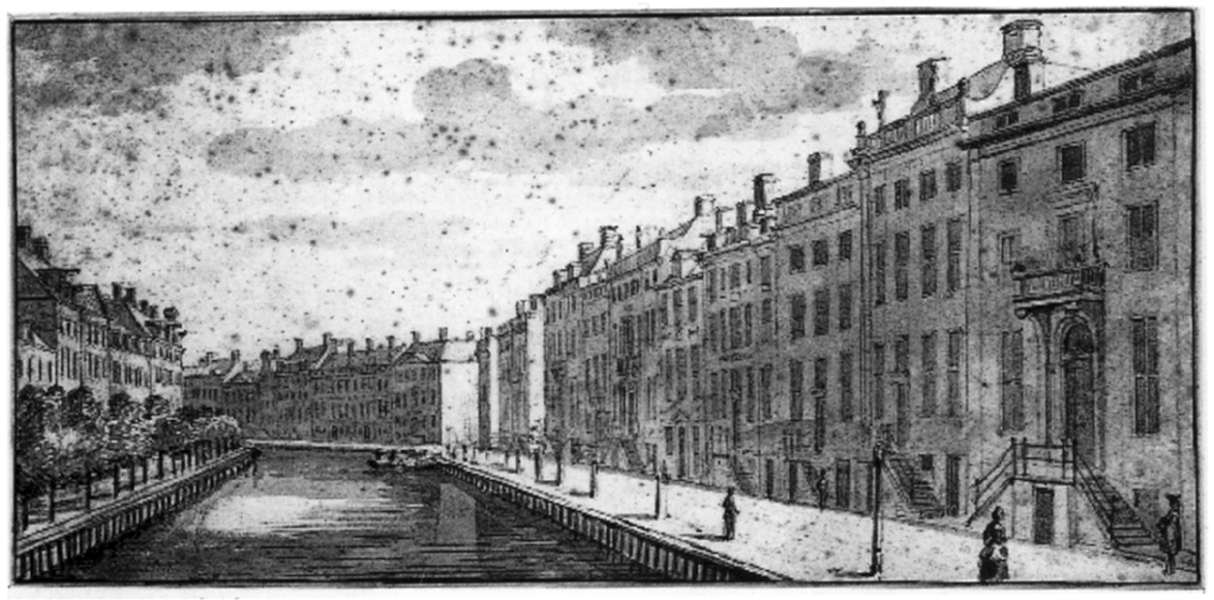
Pentekening door Berckheyde van de Gouden Bocht

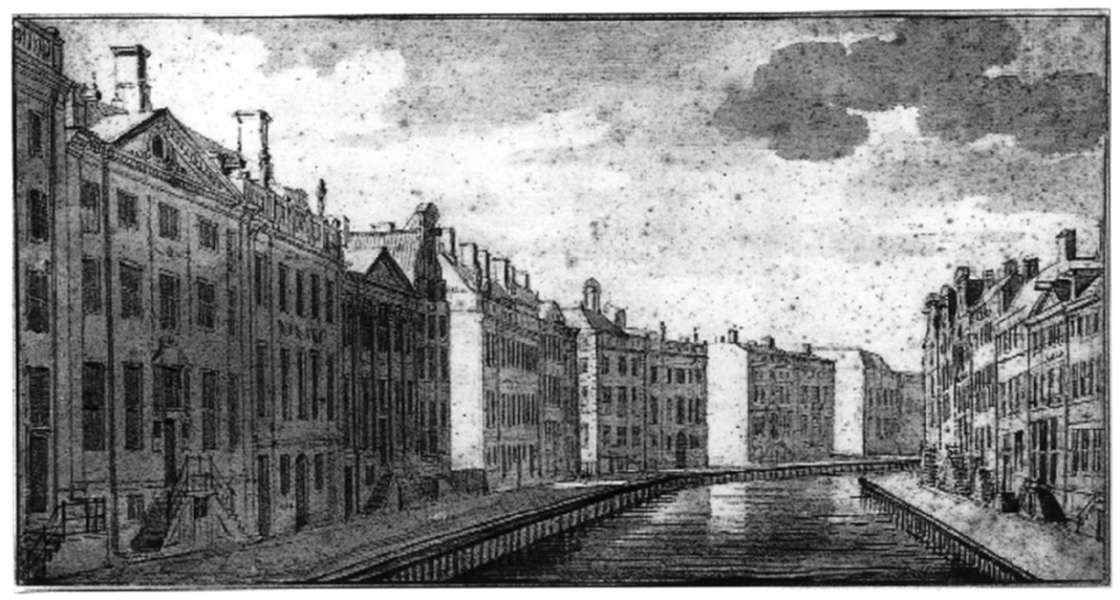
Pentekening door Berckheyde van de Gouden Bocht

- Engelbert François van Berckel (1726-1796) was een pensionaris van Amsterdam en betrokken bij de Vierde Engels-Nederlandse Oorlog
- Jan Bernd Bicker (1746-1812) was een patriottisch politicus, die in 1787 het land ontvluchtte en een dagboek bijhield
- Govert Bidloo (1649-1713) was chirurgijn, anatoom, lijfarts, hoogleraar, toneelschrijver en librettist
- Agnes Block (1629-1704) kweekte de eerste ananas van Europa op de Vijverhof
- Jacob Boreel (1630-1697) was schout, burgemeester van Amsterdam en ambassadeur in Frankrijk
- Cornelis Bors van Waveren (1662-1722) was pensionaris van Amsterdam, regent en bewindhebber van de West-Indische Compagnie (WIC)
- Gerrit Braamcamp (1699-1771) was een houthandelaar en collectioneur van schilderijen
- Nicolaas Calkoen (1753-1817) was een regent en bestuurder die na de Bataafse Revolutie het veld moest ruimen
- George Clifford (1685-1760) was een bankier, amateur botanicus en zoöloog. Hij bood Carl Linnaeus werk aan op zijn buitenverblijf.
- Joan Corver (1628-1716) was vijftig jaar lang lid van de vroedschap
- Joseph Deutz was een teerkoper
- Gerbrand van den Eeckhout (1621-1674) was een kunstschilder en tekenaar
- Joan Geelvinck (1737-1802) was een patriottisch politicus
- Jan Gildemeester Jansz. (1744-1799) was een kunstverzamelaar
- Andries de Graeff (1611-1678) was een Amsterdams regent en Hollands politicus
- Gerard Nicolaesz. Hasselaer (1720-1797) was  burgemeester van Amsterdam in 1779
- Jeronimo de Haze (1651-1725) was een Amsterdamse regent, burgemeester, en bewindhebber van de VOC en de WIC
- Jacob J. Hinlopen (1644-1705), Amsterdamse burgemeester en bewindhebber van de VOC
- Paul Iwan Hogguer (1760-1816) was een burgemeester en president van De Nederlandsche Bank
- Joan van Hoorn (1653-1711) was een gouverneur-generaal van Nederlands-Indië
- Simon van Hoorn (1618-1667) bewindhebber VOC, gezant naar Engeland
- Cornelis Hop (1685-1762), was een Amsterdams bestuurder en Nederlands diplomaat
- John Hope (1737-1784) was een bankier en verzamelaar
- Adriaan (1631-1722) en Willem (1633-1695) van Loon
- Cornelis Munter (1716-1750)
- Andries Pels (1655-1731) was een bankier en assuradeur
- Joan Raye jr. (1699-1737) was een kapitein-ter-zee bij de Admiraliteit van Amsterdam
- August Wilhelm von Schlegel ( 1767-1845) was een Duits taalkundige, romanticus en vertaler; alvorens hij beroemd werd was hij huisleraar bij de koopman/bankier Hendrik Muilman
- Wigbold Slicher de jonge (1659-1730) was directeur van de Sociëteit van Suriname tussen 1708 en 1729, woonde op Herengracht 537 en beschikte over een menagerie langs de Vecht
- Henrico Staats (1632-1687) koopman en makelaar
- Isaac Sweers (1622-1673) was een admiraal uit de 17e eeuw
- Jan Trip de Jonge (1664-1732), was een regent
- Lubbert Adolph Torck (1687-1758) was een Wageningse regent
- Adriaan Isaack Valckenier (1731-1784)
- François de Vicq (1646-1707) was een Amsterdamse burgemeester, bewindhebber van de WIC en directeur van de Sociëteit van Suriname
- Jonas Witsen (1676-1715) was een plantage-eigenaar en kunstverzamelaar; hij was de neef van Nicolaes Witsen
- Nicolaes Witsen (1641-1717) was een cartograaf, verzamelaar, schrijver, diplomaat en dertien keer burgemeester van Amsterdam

## Latere bewoners
- Van Eeghen & Co
- Balthazar Heldring
- Ernst Heldring
- Jérôme Heldring
- Edwin vom Rath
- George Rosenthal
- Jan Six (kunsthistoricus)
- Cornelis den Tex
- Teixeira de Mattos (bank)
- Sjoerd Vening Meinesz
- de dochters van Pieter van Winter